# ولینگ‌بورو
latitudeولینگ‌بوروlongitudeولینگ‌بورو
ولینگ‌بورو (به انگلیسی: Wellingborough) شهری در منطقهٔ ناتینگهام کشور انگلستان است که این کشور خود بخشی از بریتانیا محسوب می‌شود. این شهر در سال ۱۹۹۱ میلادی ۴۱٫۶۰۲ نفر جمعیت داشته و در سرشماری سال ۲۰۰۱ جمعیت آن به ۴۶٫۹۵۹ نفر رسیده‌است. میزان رشد سالانهٔ جمعیت ولینگ‌بورو ‎۰٫۸۹ درصد می‌باشد و جمعیت این شهر در سال ۲۰۱۲ به ۵۱٫۷۷۰ نفر تغییر یافت.